# 내일 없는 추적
"내일 없는 추적"은 한국에서 제작된 김시현 감독의 1976년 영화이다. 황인식 등이 주연으로 출연하였고 박종찬 등이 제작에 참여하였다.

## 출연

### 주연
- 황인식
- 우연정
- 김기주
- 최민규
- 이예민

## 기타
- 조명: 오상훈
- 녹음: 김병수